# Cladosarum olivaceum
Cladosarum olivaceum är en svampart som beskrevs av E. Yuill & J.L. Yuill 1938. Cladosarum olivaceum ingår i släktet Cladosarum och familjen Trichocomaceae.   Inga underarter finns listade i Catalogue of Life.